# Великое Село (Волховский район)
Вели́кое Село́ — деревня в Колчановском сельском поселении Волховского района Ленинградской области.

## История
Деревня Великое Село отмечена на карте Новоладожского уезда 1807 года.
Деревня Большой Двор (Село Великое) упоминается на карте Санкт-Петербургской губернии Ф. Ф. Шуберта 1834 года.

ВЕЛИКОЕ СЕЛО — деревня принадлежит Казённому ведомству, число жителей по ревизии: 19 м. п., 28 ж. п.. (1838 год)

На карте Ф. Ф. Шуберта 1844 года отмечена деревня Большой Двор (Село Великое).

ВЕЛИКОЕ СЕЛО — деревня Ведомства государственного имущества, по просёлочной дороге, число дворов — 8, число душ — 15 м. п. (1856 год)

ВЕЛИКОЕ СЕЛО (БОЛЬШОЙ ДВОР) — деревня казённая при реке Сяси, число дворов — 11, число жителей: 29 м. п., 36 ж. п.

Часовня православная. (1862 год)

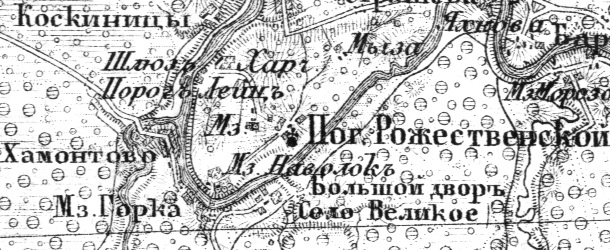
Село Великое на карте Ф. Ф. Шуберта 1872 года

Согласно материалам по статистике народного хозяйства Новоладожского уезда 1891 года два имения при селении Великое Село принадлежали мещанам А. и И. Голофеевым.
В конце XIX — начале XX века деревня административно относилась к Хамонтовской волости 2-го стана Новоладожского уезда Санкт-Петербургской губернии.
По данным «Памятной книжки Санкт-Петербургской губернии» за 1905 год, деревня называлась Великое-Село (оно же Святково).
Согласно военно-топографической карте Петроградской и Новгородской губерний издания 1915 года деревня называлось Село Великое, смежно с ней находилась деревня Большой Двор.
С 1917 по 1927 год деревня Великое Село входила в состав Хамонтовского сельсовета Хамонт-Колчановской волости Волховского уезда.
Согласно карте Петербургской губернии издания 1922 года деревня называлась Село Великое.
С 1927 года в составе Волховского района.
С 1928 года в составе Колчановского сельсовета.
По данным 1933 года деревня Великое Село входила в состав Колчановского сельсовета Волховского района.
С 1946 года в составе Новоладожского района.
С 1950 года в составе Ежовского сельсовета.
С 1954 года вновь в составе Колчановского сельсовета.
В 1958 году население деревни Великое Село составляло 156 человек.
С 1963 года вновь в составе Волховского района.
По данным 1966, 1973 и 1990 годов деревня Великое Село также входила в состав Колчановского сельсовета.
В 1997 году в деревне Великое Село Колчановской волости проживали 34 человека, в 2002 году — 43 человека (все русские).
В 2007 году в деревне Великое Село Колчановского СП — 24, в 2010 году — 28 человек.

## География
Деревня расположена в центральной части района на автодороге 41К-061 (Колчаново — Бор).
Расстояние до административного центра поселения — 14 км.
Расстояние до ближайшей железнодорожной платформы Хамонтово (141 км) — 1,5 км.
Деревня находится на левом берегу реки Сясь.

## Демография
| 1838 | 1862 | 1997 | 2002 | 2007 | 2010 | 2013 |
| ---- | ---- | ---- | ---- | ---- | ---- | ---- |
| 47   | ↗65  | ↘34  | ↗43  | ↘24  | ↗28  | ↗45  |
| 2017 |      |      |      |      |      |      |
| ↘34  |      |      |      |      |      |      |

### Национальный состав
По данным Всероссийской переписи населения 2021 года в деревне проживали 22 человека, из них:
 русские — 20, другие национальности — 2 человека.